# Comuna Hrînivka, Nedrîhailiv
Hrînivka (în ucraineană Гринівка) este o comună în raionul Nedrîhailiv, regiunea Sumî, Ucraina, formată din satele Hrînivka (reședința), Iakîmenkî și Nelenî.

## Demografie
Componența lingvistică a comunei Hrînivka
     Ucraineană (98,4%)
     Rusă (1,4%)
Conform recensământului din 2001, majoritatea populației comunei Hrînivka era vorbitoare de ucraineană (98,4%), existând în minoritate și vorbitori de rusă (1,4%).